# Baccharis minutiflora
Baccharis minutiflora là một loài thực vật có hoa trong họ Cúc. Loài này được Mart. ex Baker mô tả khoa học đầu tiên năm 1882.